# Geely GC7
Der GC7 ist eine Limousine des chinesischen Automobilherstellers Geely, das in der Kompaktklasse antritt. Präsentiert wurde das Fahrzeug erstmals auf der Shanghai Auto Show 2011, im selben Jahr war der Marktstart.